# The $5.98 E.P.: Garage Days Re-Revisited
The $5.98 E.P.: Garage Days Re-Revisited és un EP realitzat per la banda estatunidenca Metallica. Fou publicat el 21 d'agost de 1987 per Elektra Records. Està format totalment per versions de cançons que pertanyen a la New Wave of British Heavy Metal i hardcore punk, a cavall dels anys 1970 i 1980. Aquest fou el primer treball en el qual participà Jason Newsted com a nou baixista de la banda, i per tant, també el primer després de la mort de Cliff Burton.

## Producció
Metallica es trobava en una etapa de recomposició després de la mort de Burton i treballant en la integració de Newsted com a nou baixista. A més, Hetfield s'havia trencat el braç practicant skateboarding, de manera que Vertigo Records els va suggerir publicar un EP momentàniament per omplir aquest espai de temps buit. Van recuperar versions sobre cançons d'altres artistes que havien enregistrat anteriorment i en van escollir cinc finalment per formar aquest treball.
El mateix títol del treball presenta el seu preu en format casset (5,98 dòlars), i van aprofitar aquest detall per incloure un adhesiu amb la inscripció que si a la botiga era més car, que el robessin. En el cas dels CDs, als Estats Units van modificar el títol i el preu oficial per 9,98 dòlars, ja que el CD tenia uns costos de producció més elevats, mentre que en altres països com Austràlia conservava el mateix títol però amb un adhesiu indicant que l'import del títol no era el preu real de venda. En el Regne Unit van haver de suprimir la cançó «The Wait» per complir amb les lleis de la indústria musical britànica que establia la durada màxima d'un EP.
Malgrat que The $5.98 E.P.: Garage Days Re-Revisited ja no es va editar més des de 1989 i es considera un objecte de col·leccionista, totes les cançons van ser incloses posteriorment en l'àlbum Garage Inc. (1989) juntament amb altres versions que va realitzar Metallica al llarg de la seva carrera. De fet, aquest EP també va ser la base de Garage Inc. pel títol i per la contraportada.

## Llista de cançons
| Núm.          | Títol                           | Composició                                                | Artista original | Durada |
| ------------- | ------------------------------- | --------------------------------------------------------- | ---------------- | ------ |
| 1.            | «Helpless»                      | Sean Harris, Brian Tatler                                 | Diamond Head     | 6:35   |
| 2.            | «The Small Hours»               | John Mortimer                                             | Holocaust        | 6:43   |
| 3.            | «The Wait»                      | Jaz Coleman, Geordie Walker, Martin Glover, Paul Ferguson | Killing Joke     | 4:55   |
| 4.            | «Crash Course in Brain Surgery» | Burke Shelley, Tony Bourge, Ray Phillips                  | Budgie           | 3:10   |
| 5.            | «Last Caress/Green Hell»        | Glenn Danzig                                              | The Misfits      | 3:30   |
| Durada total: | Durada total:                   | Durada total:                                             | Durada total:    | 25:05  |

## Crèdits
- James Hetfield − cantant, guitarra rítmica
- Kirk Hammett − guitarra principal
- Jason Newsted − baix, veus addicionals (acreditat com "Master J. Newkid")
- Lars Ulrich − bateria